# Lothar Knörzer
Lothar Knörzer  (né le 4 août 1933 à Karlsruhe) est un athlète (ouest-)allemand spécialiste du 100 mètres. Licencié au Karlsruher SC, il mesure 1,66 m pour 58 kg.

## Carrière

### Palmarès
| Date | Compétition           | Lieu      | Résultat | Performance |
| ---- | --------------------- | --------- | -------- | ----------- |
| 1956 | Jeux olympiques d'été | Melbourne | 3e       | 40 s 3      |

### Records
| Épreuve    | Performance | Lieu | Date |
| ---------- | ----------- | ---- | ---- |
| 100 mètres | 10 s 4      |      | 1956 |